# Les Compagnons de l'aventure : Les Ouchas
Pour les articles homonymes, voir Les Compagnons de l'aventure.
Ne doit pas être confondu avec Les Six Compagnons.
Les Compagnons de l'aventure : Les Ouchas est une série télévisée française en 12 épisodes créée par Pascale Breugnot et diffusée en décembre 1991 et février 1992 dans le Club Dorothée sur TF1.
Produite par Ima productions et tournée dans un château de Seine-Port, dans les environs de Melun durant l'été 1991, elle fait suite à Les Compagnons de l'aventure : Lola et les Sardines et Les Compagnons de l'aventure : Les Mégazèbres.

## Distribution
- Raphaèle Bouchard : Jennifer
- Guillaume Barraband : Alex
- Max Mac Carthy : Romain
- Jennifer Covillaut : Anne-Lo
- Caroline Beaune : Sophie

## Épisodes
1. Tags en flag avec Josiane Lévêque (Eglantine), Pierre Lafont (Vlassofsky), Daniel Report (Robert), Philippe Malignon (Bonaldieu), André Haber (villageois), Erik Etcheverry (villageois)
2. L'Accident
3. Lancelot
4. Intox avec Vincent Martin, Christian Baltaus (Renaud), Bernard Larmande (le brigadier), Jacques Lauzin (le complice du gendarme)
5. Les Compagnons d'Horus
6. SOS vidéo avec Raphaëlle Goupilleau (la vendeuse), Norbert letheule (le gardien), Maxime Lamendin (Bertrand), Pierre Charras (l’oncle)
7. L'Ami venu des Indes
8. La Main verte
9. Le Double Miracle d'Arnes Saknussem
10. Jeux de cartes
11. Vol à voile Jean-Pierre Bagot (Antoine), Morgan Lowenstein (Morgan), Vernon Dobtcheff (Gédéon), Bogdan Stanoevitch (Tino)
12. Anne B avec Alexandre Thibault